# Доисторическая Западная Виргиния
Предыстория Западной Вирджинии охватывает древние времена до прибытия европейцев в начале 17 века. Охотники отправлялись в горные долины Западной Вирджинии и создавали временные лагеря со времен архаического периода в Америке. Сохранилось множество древних рукотворных земляных курганов из различных культур строителей курганов, особенно в районах Маундсвилля, Южного Чарльстона и Ромни. Артефакты, обнаруженные в этих районах, свидетельствуют о существовании сельского общества с племенной торговой системой, которая включала ограниченную холодную обработку меди. По состоянию на 2009 год в Западной Вирджинии было задокументировано более 12 500 археологических памятников.

## Происхождение
Первые свидетельства присутствия людей в Западной Вирджинии относятся к кочевникам-палеоиндейцам в 11 000 г. до н.э. С 7000 по 1000 г. до н.э. архаичные культуры коренных американцев развивались в Северном Пэнхэндле, Восточном Пэнхэндле и долине реки Канава. Они создавали временные деревни на ручьях региона Канава, притоках Мононгахела и Потомак в горах Аллегейни. Ранние архаичные люди использовали орудия труда, такие как атлатль.
Культурные антропологи изучают распространение культурных ценностей для изучения межкультурной посреднической торговли, миграции, прямой торговли и смешанных браков, порабощения после войн и взаимного поглощения культурных элементов доисторическими народами.

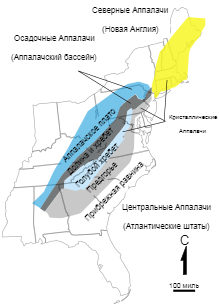
Аппалачские зоны в США

### География

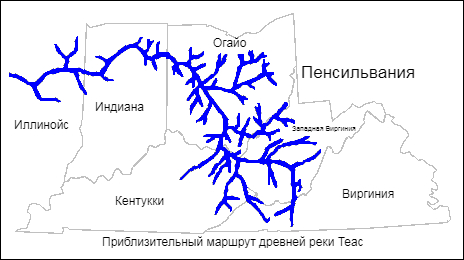
Сеть реки Теайс (синие линии: реки), существовавшая до разрушения ледниками, четвертичного ледникового периода. Среди более широко распространенных налимов, форель и панцирник произошли от юрских рыб реки Теайс.

Западная Вирджиния находится в пределах физико-географической провинции не покрытого льдом плато Аллегейни, которое включает части фронта Аллегейни и Аппалачей с хребтом и долиной. Эти западные холмы вдоль долины Огайо поднимаются на восток вверх по притокам к основанию гор Аллегейни. Самая низкая высота составляет в среднем 550–600 футов (170–180 м) над уровнем моря, а самая низкая точка находится на юго-западе вдоль реки Огайо на высоте 538 футов (164 м) над уровнем моря. Ниже восточных склонов фронта Аллегейни, где возвышаются пики высотой приблизительно 2600–4700 футов (790–1430 м), река Потомак на восточной части Пэнхэндла Западной Вирджинии протекает вдоль плато высотой 2000 футов (610 м). Плато простирается от юго-востока Огайо через западную часть Западной Вирджинии до Аппалачей и делится пополам, а высота его вершины колеблется от 1200 до 1800 футов (от 370 до 550 м).
В горах Аллегейни нет вулканических пиков и очень мало сейсмической активности. Эти горы были сформированы в результате орогенеза Североамериканской плиты. Таконический орогенез около конца ордовикского периода сформировал гораздо более высокую горную область на востоке Западной Вирджинии примерно 350–300 миллионов лет назад в каменноугольный период. Геологическое и экономическое обследование Западной Вирджинии, проведенное в 2006 году, сообщило: «Эти возвышенности образовали основной источник осадков для последующего силурийского периода (443 миллиона лет назад) и части девонского периода (416 миллионов лет назад)». Девон был примерно тем временем, когда у лопастеперых рыб появились ноги (тиктаалик), когда они начали ходить по суше как четвероногие. Мезозойская эра (251,9–66 миллионов лет назад), Эра динозавров, отмечена мел-палеогеновым вымиранием и последующей кайнозойской эрой с доминирующими наземными позвоночными млекопитающими с 66 миллионов лет назад до настоящего времени: Эра млекопитающих. Некоторые из этих древних свидетельств животных найдены в виде окаменелостей между геологическими слоями вблизи обильных участков угольных пластов и близлежащего природного газа (хребты ископаемого топлива) в штате.
Четвертичный ледниковый период (2,6 млн до н. э.) начался в эпоху плейстоцена. Уютно расположившись в тогда гораздо более высоких горах, ледниковое озеро Тейс простиралось от юга Вирджинии через реку Нью-Канава до её северной реки стока, древней реки Тейс. Оно протекало через Огайо в центральную Индиану, затем через Иллинойс в долину Миссисипи. Водосборный бассейн Питтсбурга находится к северу от реки. Река Миссисипи в то время была заливом Мексиканского залива, достигающим Иллинойса. Последнее появление ледникового озера Тейс произошло около двух миллионов лет назад, когда оно прорвалось, и накопление воды создало последнее крупное доисторическое озеро в западной части штата. Озеро Тайт просуществовало 6500 лет, прежде чем оно покинуло свои пределы, образовав долину Огайо. Система Огайо-Аллегейни (долина Огайо) в западной половине штата приобрела свою нынешнюю форму в среднем плейстоцене, между 781 и 126 тысячами лет назад. Ледниковое озеро Мононгахила находилось в северной части штата. Оно было заблокировано ледяными террасами на северо-западе Пенсильвании. После отступления льда оно прорвалось через бассейн на север.
Последняя максимальная протяженность оледенения, известная как Последний ледниковый максимум, была приблизительно 18 000 лет назад. Это последнее возвращение продвижения ледникового льда, приближающегося к долине Огайо, началось 30 000 лет назад. В это время в Западной Вирджинии не было накопления ледяного покрова. Во время Последнего ледникового периода более мелкие озера, запруженные ледником, продолжали собирать осадки на плато. Эти холодные озера среди горных вершин были отделены от континентального ледяного покрова на севере. Глубоко вырезанные речные долины, такие как верхняя долина Ханаан до каньона Блэкуотер и дикая местность Долли Содс до реки Чит, называются палеозойскими плато. «Зона бездрейфового течения» впадает в реки, имеющие неровные области обрывов и долин. По данным Геолого-экономической службы Западной Вирджинии, два крупных озера ледникового периода менялись на протяжении всей эпохи. Последнее ледниковое озеро, Мононгахила, было датировано по данным радиоуглеродного анализа от 22 000 до 39 000 лет. Оно достигало на юге Уэстона, Западная Вирджиния. Первым событием, связанным с образованием ледяной плотины, было до-Иллинойское (Стейдж) озеро, которое прорвалось во время более раннего отступления льда в направлении северо-западного водосборного бассейна Питтсбурга. Последним случаем прорыва озера Мононгахила была гравийная плотина, подпорившая стоячую воду в месте слияния рек Аллегейни и Мононгахила во время иллинойского запруживания во время последнего отступления ледника. Последний прорыв слил воду в её нынешнее русло в центральных горах Аллегейни или северных притоках штата, питающих реки Мононгахила и Огайо.
Кар и Тарн (озеро) были двумя из истоков меньших прорывов через плато Аллегейни. Некоторые из этих подпорных вод прорезались, оставляя более высокие равнины или террасы среди вершин хребтов над основными речными низинами, с которых стекает сток. Выше в штате находятся Кранберри-Глейдс, которые лежат между вершиной горного хребта и пиками с пятью небольшими бореальными болотами. Они питают реку Кранберри. Плато Аллегейни размылось и осело из этих горных и холмистых образований. В Пенсильвании Титусвиллский тилл был образован очень древними осадками озера Мононгахела и ему около 40 000 лет. В регионе есть несколько различных слоев тилла. Отток талых вод и погода способствовали эрозии холмов и гор. Поверх слоев геологических пластов осевшие наносы каме (или гравийные отмели) лежали под почвенными отложениями вдоль днищ долин. «По мере продвижения на запад породы становятся все моложе и моложе», — утверждает Питер Лессинг, июль 1996 г., Геологическая и экономическая служба Западной Вирджинии. Ниже выступы палеозойских плато представляют собой крупнейший тип осадочных пород, образовавшихся в результате эрозии, большие валуны, возвышающиеся над поверхностью рек. Разнообразные камни для изготовления каменных орудий труда встречаются в долинах по всему штату (Брокман, Лесная служба США, 2003 г.). Из этого камня находят артефакты, свидетельствующие о том, что палеоиндейцы прошли через Западную Вирджинию. Государственные университеты и палеоантропологи Геологической службы США обнаружили доказательства того, что ранние архаичные люди обитали в этом регионе во время голоценового климатического оптимума — примерно от 9000 до 5000 лет до н. э.

### Экосистемы и миграция
Экосистемы штата повлияли на перемещение полукочевых архаичных индейцев. Земля постепенно изменилась с тундры на вечнозелёный лес, и в конечном итоге на леса из дуба, болиголова, рододендрона, ореха, ягод и смешанных мезофитных лесов Аппалачей. Растительность привлекла современных диких животных к 7800 г. до н. э. Современные лиственные леса росли к югу и востоку от реки Аллегейни. Обугленная скорлупа орехов с участка Сент-Олбанс в округе Канова датируется 7000 г. до н. э.
New River (река Канова) вытекает из провинции Ридж-энд-Вэлли и истока реки Теннесси (долины Пауэлл, Клинч и Холстон) и течет на юго-запад через провинцию Ридж-энд-Вэлли. Верхние рукава реки Биг-Сэнди стекают с северных склонов этой провинции. Впадая в устье реки Огайо, река Теннесси и северная река Камберленд достигают западного плато Камберленд напротив водораздела Биг-Сэнди. Река Теннесси течет на восток до провинции Ридж-энд-Вэлли гор Грейт-Смоки, части Голубого хребта. Бассейны рек Потомак, Джеймс и Дэн стекают с восточных склонов этих горных хребтов. Древние горные тропы через восточный Кентукки и Западную Вирджинию позволяли коренным американцам проходить между северными равнинами Тилл в Иллинойсе, Индиане и Огайо, а также плато Пидмонт и прибрежными равнинами Атлантического океана. Тропы, пролегавшие через регион, способствовали миграции, торговле, войнам и охоте.
Между 10 800 и 9500 годами до н. э. континентальные ледники отступили к северу от Великих озёр. Во время оттока талой воды произошли наводнения, вызванные прорывом ледниковых озёр. Наводнение нарушило археологические слои каменных останков и керамики в аллювии южного рукава Потомака на месте археологических раскопок на месте замены моста Ромни. Раннее озеро Эри, которое было озером Мичиган и озером Эри вместе взятыми, вытекало на запад из Литл-Ривер (дренажный залив прогляциального озера Большого Чёрного Болота) и реки Уобаш, прежде чем изменить направление на восток в ледниковое озеро Ирокез. Более ранние отложения образовались в результате прорывов событий около реки Литл-Ривер, что не раз изменяло направление стока и оставшееся Большое Чёрное Болото. 3000 лет назад озера Мичиган и Эри приняли свои нынешние очертания. Уровень воды в озере Эри был аналогичен фазе озера Нипиоинг в бассейнах озёр Мичиган и Гурон 5000 лет назад. К 3500 годам назад уровень понизился на четыре метра, а к 2000 годам назад уровень поднялся, возможно, на пять метров выше сегодняшних уровней. Культура Хоупвелл прибыла с севера в западно-центральный Огайо и Индиану по крайней мере 2000 лет назад. Более ранние торговые народы также с севера, авангардный вариант Армстронга, на юго-западе Западной Вирджинии мирно смешивались с поздними народами Адены. Холоднообработанная медь из карьеров в районе Старого медного комплекса Висконсина была найдена в некоторых курганах Адены. Долина Верхнего Огайо переживала субатлантическую климатическую фазу (3000–1750 лет назад) теплых и влажных климатических условий и стабильных уровней рек к моменту появления культуры Хоупвелл. Эта климатическая фаза началась после гораздо более раннего появления местной культуры Ранней Адены (1735 г. до н.э.) в Западной Вирджинии.

### Палеоклиматология

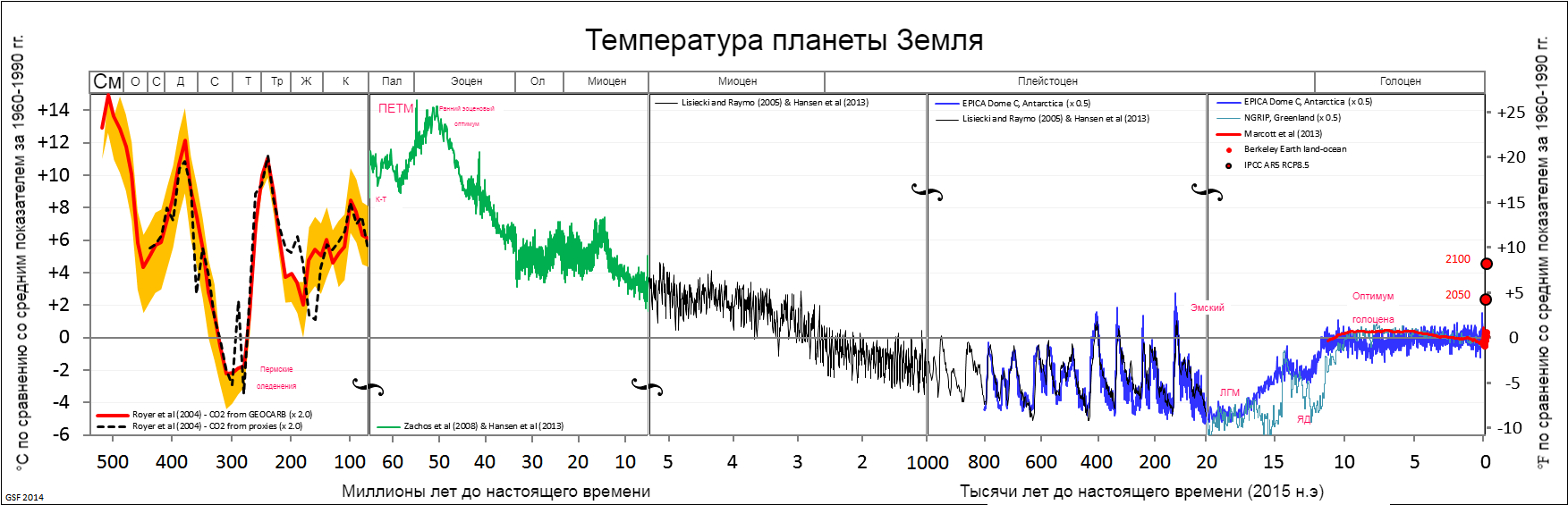
График средней глобальной температуры за последние 540 млн лет

Палеоклиматология — это наука о доисторической погоде. Эемский межледниковый период продолжался 130 000–114 000 лет назад. Лаврентийский ледниковый щит покрывал большую часть Канады и северных Соединённых Штатов от 95 000 до 20 000 лет до настоящего времени. Последним наступлением ледниковых покровов на востоке Соединённых Штатов был Висконсинский ледниковый эпизод, который вызвал наступление ледяного покрова и закончился 10 000 лет назад.
Этот период замерзания временно остановил таяние ледяных щитов к северу от Великих озёр. Он называется поздним дриасом, датируется 10 800–9 500 гг. до н. э. Температура упала на семь градусов, а уровень моря опустился на 100 футов ниже нынешнего уровня. Кочевые палеоиндейцы прибыли в верхнюю часть долины Огайо, используя чёрный кремень Канава. К 9 500 г. до н. э. поздний дриас внезапно закончился, и вернулись более высокие температуры.
Теплый период между 7000 и 3000 годами до н. э. называется климатическим оптимумом голоцена. К концу архаического периода сезонная погода была временем меридиональной опрокидывающей циркуляции, и из Мексиканского залива приходили крупные штормы. Западные и северные долины Западной Вирджинии стали теплыми и сухими с меньшим количеством осадков около 2550 года до н. э., что привело к истончению флоры низменности и возникновению периодических крупных наводнений и серьёзной эрозии в течение ранней части этого переходного погодного режима.
За периодом засухи последовала прохладная и влажная суббореальная климатическая фаза (4200–3000 лет до н. э.), тёплая и влажная субатлантическая климатическая фаза (3000–1750 лет до н. э.), скандинавская климатическая фаза (1750–1250 лет до н. э.), стабильная неоатлантическая климатическая фаза (1100–750 лет до н. э.) и прохладная и влажная тихоокеанская климатическая фаза (750 лет до н. э., во время малого ледникового периода).
Преобладающий погодный режим в Средней долине Огайо с 1350 по 1600 гг. н. э. был прохладным и влажным, за которым следовал период частой засухи. Напротив, верхняя часть долины Огайо испытала более мягкие погодные условия. Частота засух в Западной Вирджинии увеличилась в последующие десятилетия. Частота засух в период 1250–1400 гг. н. э. неизвестна. К северу от плато Аллегейни равнины Тилл были меньше затронуты засухой.
Подъём и упадок настоящего сельского хозяйства отмечены двумя периодами: средневековым теплым периодом (800–1300 гг. н. э.) и периодом малого ледникового периода (1400–1900 гг. н. э.).

## Палеоиндийский период
Палеоиндейская культура появилась около 10 500 г. до н. э. в Западной Вирджинии вдоль основных речных долин и водоразделов хребтовых щелей. Пещера Нью-Траут в округе Пендлтон изучается археологами с 1966 года и является одним из многих палеоиндейских пещерных убежищ в регионе. Это древнее пещерное поселение находится недалеко от озера Моми. Среди мегафауны региона несколько зубов американского мастодонта были найдены на более широких речных дне в западной части Западной Вирджинии. Шерстистые мамонты, мастодонты и карибу жили в долине Канава, но вымерли или мигрировали на север по мере потепления климата.
Meadowcroft Rockshelter находится менее чем в дюжине миль от Northern Panhandle в Западной Вирджинии. Kanawha Chert из Западной Вирджинии был найден в Meadowcroft Rockshelter, округ Вашингтон, Пенсильванияю. Источник Kanawha Chert находится в 183,4 милях (114 км) к юго-западу от Meadowcroft. Палео-заселение датируется периодом с 11 320 по 14 225 год до нашей эры с помощью радиоуглеродного датирования.
Cactus Hill — ещё одно важное раннее место в Вирджинии, похожее на Meadowcroft. Saltville (археологический объект) также имеет отношение к той же ранней культурной традиции.
Люди палеоиндейской культуры Кловис оставили рифленые наконечники Кловис в Западной Вирджинии. Культуры Плано (8000–7000 гг. до н. э.) создали наконечники копий с выемкой Кловис, у которых отсутствовали канавка или желобок более раннего наконечника Кловис. Люди Плано двинулись на запад и охотились на бизонов на Высоких равнинах, простирающихся до Огайо и в ранний архаичный период. Традиция Далтона (8500–7900 гг. до н. э.) представляет собой ещё один технический сдвиг, характеризующийся особым типом тесла. Самые ранние находки поверхности с каменным наконечником, такие как варианты Далтона (8700–8200 гг. до н. э.), встречаются очень редко.
Палеоиндейцы жили на востоке Северной Америки к 6000 г. до н. э. и к 4000 г. до н. э. четко разделились на две группы: южные архаичные изауниды (культура индейских холмов в Кентукки) и северные архаичные лениды (район Великих озёр)

## Архаический период

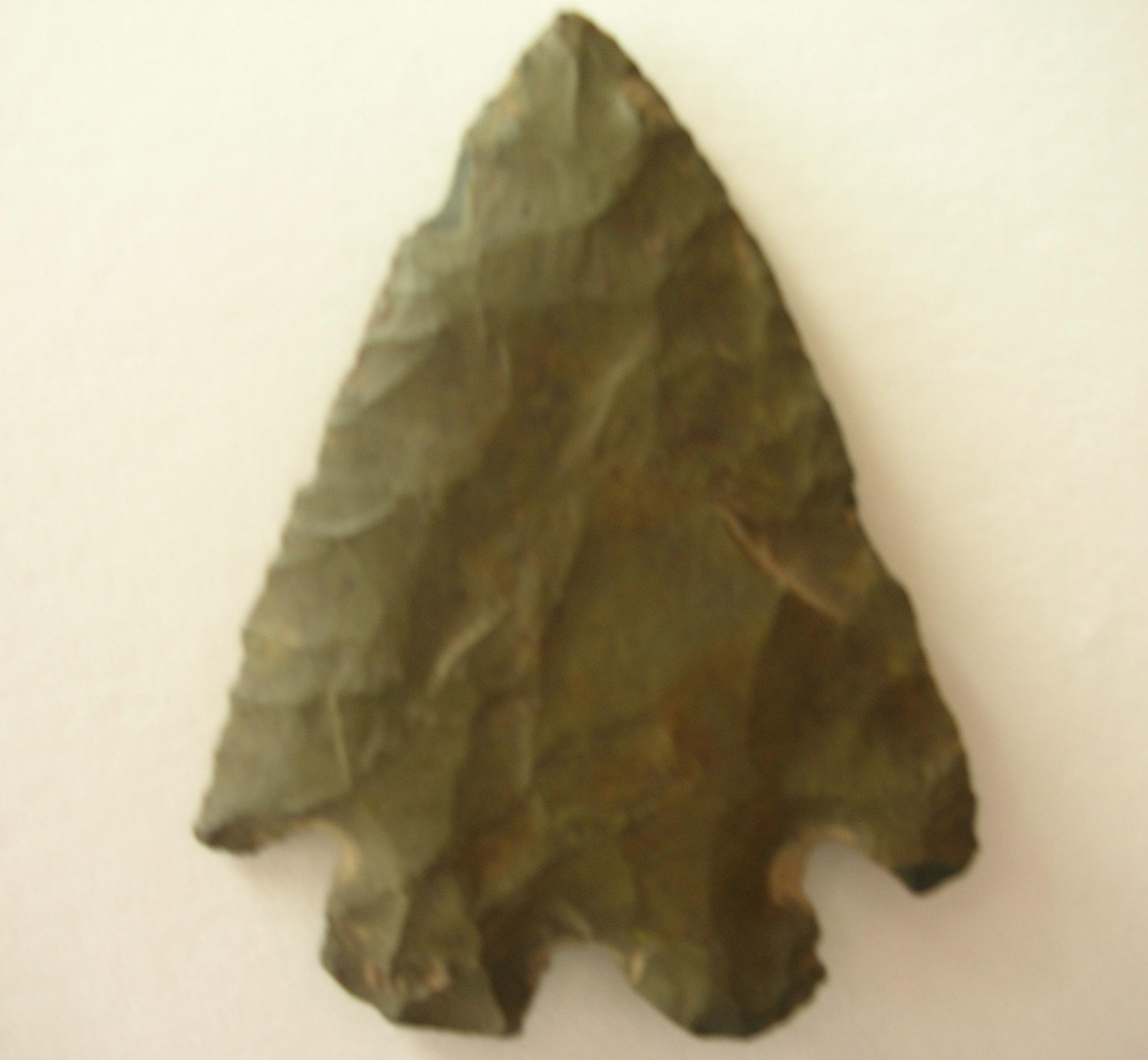
Ранний архаичный Лекрой-Пойнт, 6700–5700 гг. до н. э. Участок Западный Бленнерхассетт (46Wd83-A) 6710 и 6285 гг. до н. э., округ Вуд, участок Сент-Олбанс 6300±100 гг. до н. э., округ Канова, участок Слейд 6350±110 гг. до н. э., округ Сассекс, Вирджиния, участок Роуз-Айленд, Теннесси 6300 г. до н. э. Распространен от северной Алабамы на север до Нью-Йорка и в Огайо, Мичигане и восточном Кентукки.

Архаический период, с 8000 по 2000 г. до н. э., характеризовался более теплым климатом. Архаичные народы Западной Вирджинии были охотниками-собирателями, которые ловили рыбу и собирали дикие ягоды, орехи, семена и дикие растения. К этому времени мегафауна мигрировала или вымерла, поэтому люди охотились на оленей, медведей, диких индеек, кроликов и другую мелкую дичь с помощью атлатлей и небольших копий. Атлатли использовали сложные каменные грузила, называемые баннерстоунами. Они использовали каменные орудия и кремневые инструменты для обработки дерева, а также чаши из песчаника и талькового камня, ножи и грузила для сетей. В долине Канава инструменты изготавливались из чёрного кремня Канава. Наконечник Kessell Side Notched на участке St. Albans, датируемый 7900 г. до н. э., является примером редкого раннего архаичного каменного наконечника.
Хронология архаичных каменных наконечников в долине Канова в целом выглядит следующим образом:
- Канава Точки периода Лекроя (6200–6300 гг. до н. э.)
- Период Стэнли (ок. 5745 г. до н. э.)
- Период Амоса (4365–4790 гг. до н. э.)
- Период Хансфорда (3600–3700 гг. до н. э.)
- Переходный период (1000–1200 гг. до н. э.)[37]

Некоторые наконечники фазы Brewerton с боковыми и угловыми выемками (традиция боковых выемок) часто находят повторно заточенными, а некоторые были модифицированы в концевые скребки с рукояткой. Несколько необычных остроконечных шестовых тесел, как полагают, использовались для тяжелой деревообработки на одном из поздних северных архаических памятников Panhandle (2000 г. до н. э.), где, возможно, было найдено долбленое каноэ.

### Региональный архаичный
Традиционные архаические подпериоды — это ранняя (8000–6000 до н.э.), средняя (6000–4000 до н.э.) и поздняя традиция Ривертона. Лаврентийская архаическая традиция включает фазу Брюэртона, фазу Фехили, фазу Данлопа, фазу Маккиббена, фазу Дженеси, фазу Стрингтауна/Сатчела, фазу Сатчела и фазу Ламоки/Дастина.

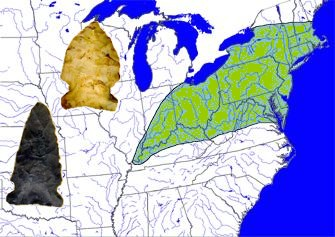
Поздний архаичный наконечник атлатля, «Брюэртонский ушастик с выемкой», карта распространения, 2980–1723 гг. до н.э.

Народ красной охры и ледниковая культура каме развивались совместно, что привело к появлению следующих черт.
1. Небольшие гравийные курганы (осадочные отложения дренажного пути) в начале[12] ледникового каме
2. Введение красной охры в захоронения
3. Маски и головные уборы животных
4. Мешки для лекарств
5. Конические трубчатые трубы
6. Желобчатые топоры
7. Атлатлы теперь с утяжелителями для лучшего рычага
8. Кремационное наращивание на конических курганах завершает эпоху.[12]

Где-то после 2000 г. до н. э. люди строили большие конические курганы с бочками из небольших бревен у основания. Небольшие конические гравийные курганы быстро росли в размерах, когда с востока прибыли люди раннего Восточного Леса, известные как строители курганов Адены.

## Система нумерации сайтов
Сегодня коммерческие комплексы и участки строительства автомагистралей требуют геологического и археологического обследования (промышленной археологии и биоантропологии) перед началом строительства. Археологи и антропологи идентифицируют раскопочные «места» штата, используя стандартизированную номенклатуру. Первым элементом этой системы является национальный «идентификационный» номер штата, который для Западной Вирджинии равен «46». Вторым элементом является округ, в котором расположен участок, аббревиатура. Например, первым участком в округе Минго является участок 46MO1, Cotiga Mound, в котором указан лесной курган, датируемый 1400 годом до н. э. на рукаве Туг реки Биг-Сэнди. Другой пример, участок номер семь округа Маршалл — это курган культуры Адена (1735 год до н. э.), называемый Cresap Mound, 46MR7. Участок Burning Spring Branch № 142 в округе Канова будет иметь номер 46KA142, он указан как имеющий множественное занятие древней деревни Форт и исторического слоя.

## Период лесной зоны
Период Вудленда продолжался с 1000 г. до н.э. по 1000 г. н.э. Период Вудленда отличается от архаичного периода появлением сельского хозяйства, керамики с маркировкой шнуром или текстилем и курганов.

### Культура Адены

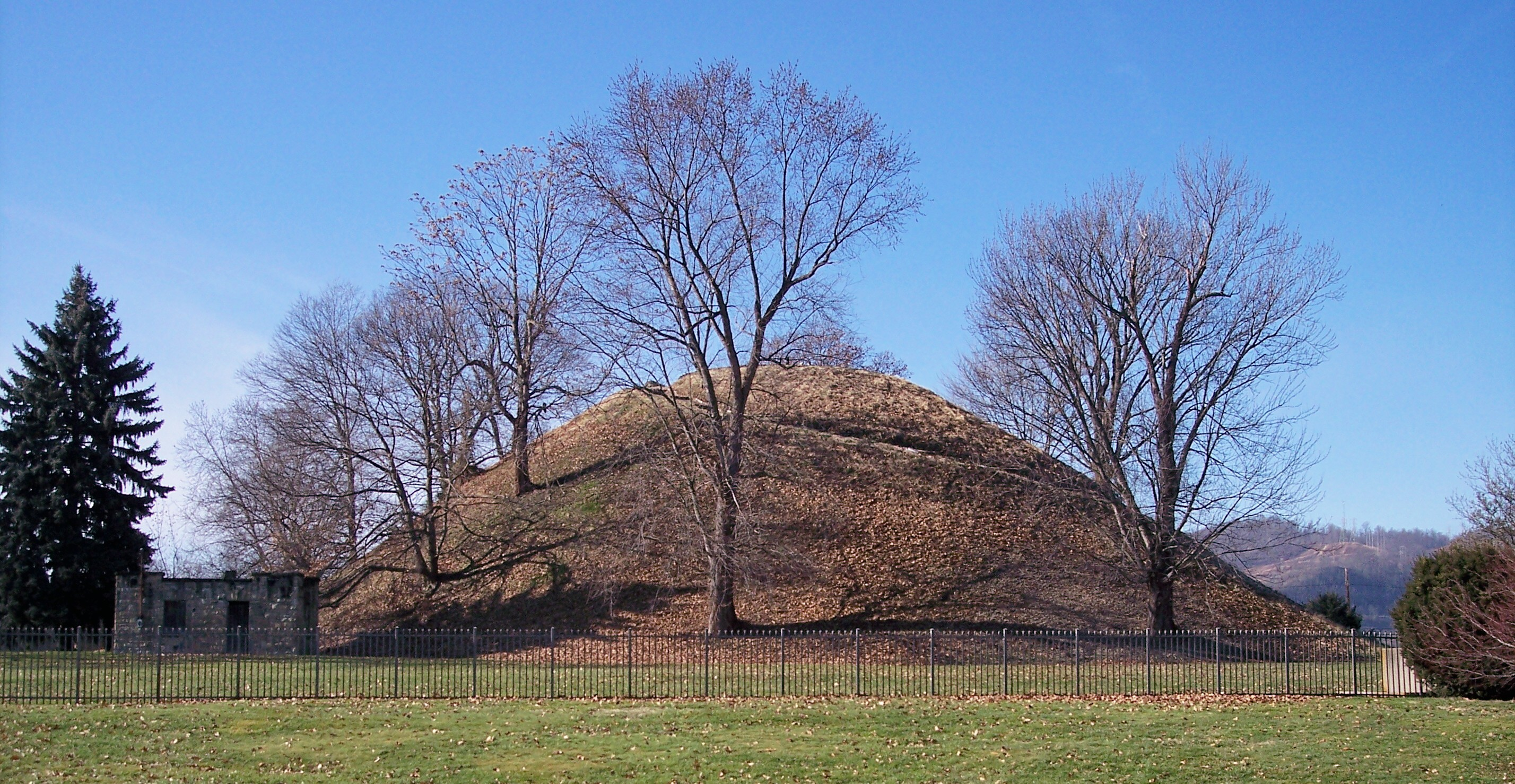
Курган Грейв-Крик (250–150 гг. до н.э.)

Культура Адена, которая возникла в Огайо, процветала с 1000 по 200 г. до н. э. в Западной Вирджинии. Люди Адены занимались сельским хозяйством и жили в оседлых деревнях. В период своего культурного расцвета деревни Адены распространились по всему Среднему Западу Соединённых Штатов, были самоуправляемыми и слабо связанными торговлей.
Дома Адены обычно представляли собой конические конструкции диаметром около 15–45 футов и строились вокруг опорных столбов, одинарных или двойных. Крыши были сделаны из коры, а стены могли быть плетеными или из коры.
Культуры Адены являются частью Восточного сельскохозяйственного комплекса. Они выращивали тыкву, подсолнечник (Helianthus annuus), сорняки, марь, спорыш и майскую траву. Тыквы выращивали для контейнеров и погремушек. То, что могло быть небольшим птичьим загоном, найденным на одном из участков Адены, предполагает ограниченное одомашнивание животных, но люди Адены не известны животноводством.
Табак был важной культурой и курился в чучелах-трубках. Черепахи, утки и другие животные были представлены в искусстве Адены. Ограниченное количество меди импортировалось из западного региона Великих озёр, а морские раковины импортировались из Мексиканского залива.
Знать Адены носила загорелые головы животных во время своих церемоний. Они ткали грубую ткань, окрашенную натуральными красителями. Красную охру помещали в элитные могилы. Они изменяли свою внешность с помощью черепной деформации. Веревки пряли из сухожилий, шкур и волокнистых растений.
В течение последних нескольких столетий зенита Адены (500 г. до н. э.) второй горизонт с большей политической сплоченностью (культ жрецов) прибыл в массовом вторжении над рекой Огайо. Поздние люди Адены бежали к югу от Огайо, присоединяясь к своим сородичам, а некоторые продолжали бежать вплоть до традиционной торговой зоны залива Чесапик. Несколько человек бежали в восточную культуру полуострова Пойнт-Вудленд или в торговую зону Восточных Великих озёр. Их курганы постепенно становятся меньше по мере продвижения по Вирджинии. Вскоре они ассимилировались с региональными лесными людьми. Большой конический курган Адена-Терки-Крик (46PU2) на Большом Канаве датируется 886 г. н. э.
Эти небольшие семейные группы распространились по штату на четыреста лет после периода Адена-Комплекс. Эти поздние лесные люди стали свидетелями появления лука и стрел.

### Адена курганы
Многие курганы Адены были местами захоронений. Умерших часто кремировали и помещали в бревенчатые гробницы, которые засыпали землей, формируя основу конического кургана.

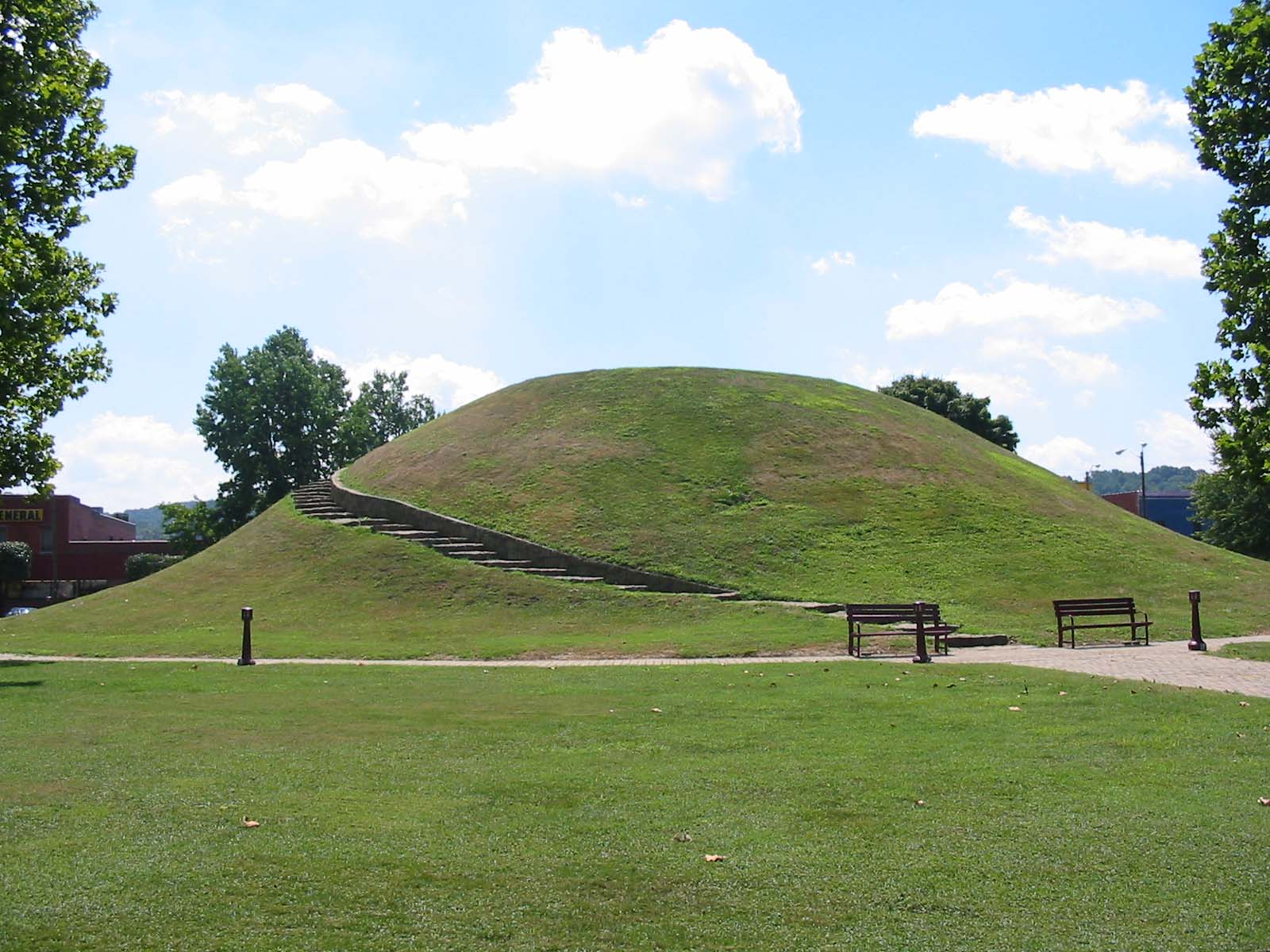
Криел-Маунд, Южный Чарльстон, Западная Вирджиния

Курганы Адена в Западной Вирджинии включают:
- Курган Камден-Парк, округ Кабелл
- Курган Криел, округ Канава, 250–150 гг. до н. э.
- Курган Кресап (46MR7), округ Маршалл, 1735 г. до н. э.
- Курган Котига (46MO1), на рукаве Туг-Форк реки Биг-Сэнди, округ Минго, 1400 г. до н. э.
- Курган Грейв-Крик, Маундсвилл, 250–150 гг. до н. э.[40]
- Сайт Сент-Олбанс (46KA27), округ Канава[44]
- Курган Турки-Крик (46PU2), округ Патнэм
- Курган Гофф, округ Харрисон
- Курган Линден-Рейнолдс-Фарм, округ Плезантс
- Курган Сент-Мэри, округ Плезантс

Курган Грейв-Крик в Маундсвилле является крупнейшим курганом в штате и когда-то был окружен рвом. Курган Кресэп позволил переосмыслить то, что представляет собой культура раннего и среднего периода Адены (1000 г. до н.э.) в отличие от позднего периода Адены (500 г. до н.э.).

## Другие лесные культуры
Культурный образец Среднеатлантического региона был обнаружен в Западной Вирджинии рано. Ранние лесные люди с востока начали торговать с поздними архаичными людьми. Ранние лесные люди обустраивали поселения на поймах, террасах, седловинах, скамьях и вершинах холмов. Появляются хранилища или мусорные ямы в местах обитания. Анализ нового стиля керамической находки с участка Уинфилд-Локс (46PU4) дает предварительные даты раннего лесного периода 1500–400 гг. до н. э. вдоль берегов Канавы.
Самая ранняя керамика культуры Вудленда (1000 г. до н. э. – 1250 г. н. э.) называется полулунная керамика. В настоящее время известны два типа ранней керамики культуры Вудленда. Было высказано предположение, что овальные или круглые конструкции использовались в качестве домов. В 1986 году Гранц попытался проверить в округе Фейетт, штат Пенсильвания, несколько дуговых столбов для подтверждения предположения о ранних деревенских домах. Несмотря на серьёзные усилия, это не подтвердилось. Средний (1–500 г. н. э.) и поздний периоды Вудленда (500–1000 г. н. э.) для Северного Пэнхэндла Западной Вирджинии включают среднезападные культуры, в первую очередь Адены и позднего Хоупвелла (1–500 г. н. э.) из исследования МакКонахи (2000). «Туманности» — это термин для описания поздних хоупвелльских — локализующих обществ. Позже (650 г. н. э.) часть Вудленда соседствовала с очень поздней Аденой (46PU2) и ассимилировалась в регионе Большого Канаухана. Погребальные обряды и строительство курганов постепенно становились менее масштабными, что сошло на нет к концу периода Вудленда. Однако, поскольку табак, вероятно, выращивался и использовался, МакКонахи в 1990 году предположил развитие сложного общества. Ранние народы Вудленда вели более оседлый образ жизни.
«Курган и деревня Фэрчэнс» в округе Маршалл, Западная Вирджиния, — это комплекс Мидл-Вудленд. Углеродные артефакты кургана датируются 3 веком н. э. Одна из гробниц в кургане уникальна тем, что представляет собой выложенный камнем склеп. Этот «склеп» представлял собой просто слой «плитного камня», покрывающий курган с большим количеством земли, помещенной поверх «листов» камня. Это не был «закрытый склеп». Его не следует путать с более поздним комплексом погребений (Аллен 1977:14) фазы Хаддена (1100–1600 гг. н. э.) участка Хаддена (15To1) с могилой в виде каменного ящика и выложенным каменными плитами крематорием в секции Западных угольных полей Кентукки. Керамика деревни Фэрчэнс включала керамику Уотсона, которая была закалена известняком. Каменные наконечники были выемчатыми Fairchance и наконечниками Snyders. Пищей, найденной при скрининге, были полуодомашненные «дикие растения», перечисленные в сводке ниже для этого периода. Неподалеку находится деревня Watson Farm, датируемая между 1600 и 1400 годами до нашей эры, и её небольшой курган высотой один метр также содержал каменный склеп. Были найдены закалённые известняком Watson Ware вместе с ограниченным количеством закаленной песчаниковой керамики Mahoning Ware. На этом участке были взяты образцы флотации, но они не были проанализированы специалистами по ботанике. Был найден либо дикий, либо одомашненный Chenopodium, марь-лебедь. Эти люди Среднего Леса существовали в основном за счёт диких растений, животных, рыбы и моллюсков. На каждом участке была найдена одна круглая структура, что может быть связано с ограниченными раскопками.

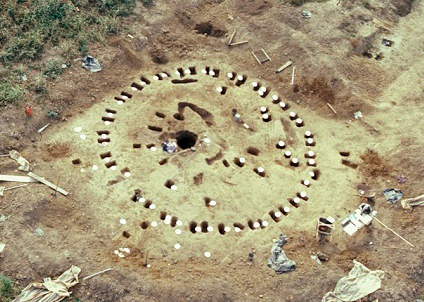
Церемониальный круг Адена, курган Нейберта

Кукурузное садоводство появляется в позднем Среднем Вудленде (550–950 гг. н. э.) и, по-видимому, является «экономной» культурой. «Вьющиеся бобы», похожие на сегодняшние Kentucky Wonders, посаженные рядом с холмами кукурузы (кукуруза, Zea mays), появляются в дренажной системе Northern Panhandle и Monongahela к 14 веку. Это произошло после «фазы Гамлета» северной Западной Вирджинии и западной Пенсильвании культуры Мононгахела («традиция» Мононгахела Дрю, Р. Л. Джордж и др. из Пенсильвании), которая переходит к форт-фармерам (1200 г. н. э.), которые теперь расположены на более высоких отмелях ручьёв и в промежутках между линиями хребтов. Керамика Mahoning Ware, закалённая в песок, становится основной керамической формой. Каменные наконечники, Jack's Reef Corner Notched, Jack's Reef Pentagonal, Kiski Notched и Levanna, указывают на то, что «метатель копья», распространённый неверный термин для атлатля и дротика, был постепенно заменен луком и стрелами в период позднего Среднего Вудленда. И атлатли, и самые ранние луки и стрелы использовались в Западной Вирджинии примерно в это же время.
Поселения вигвамов людей позднего Вудленда увеличились в размерах на относительно фиксированных территориях. Временные охотничьи скальные убежища позднего Вудленда увеличили расстояние для добычи ресурсов. Возле скального убежища Monday Creek Rockshelter (33HO414) в округе Хокинг, штат Огайо, документируется этот процесс расширения ресурсов. Ценность обмена знаниями через границы сегодня можно продемонстрировать, цитируя один из нескольких источников. В своем реферате 2006 года Стивен П. Ховард резюмирует выводы своей полевой группы: «Элементы расцвета Хоупвелла Огайо очевидны в Канеадеа (округ Аллегейни, штат Нью-Йорк) и других северо-восточных курганах, но прямое влияние Хоупвелла, по-видимому, было минимальным. Данные по северо-восточным курганам указывают на то, что Хоупвелл, возможно, не подходит в качестве универсального обозначения для культур строительства курганов Среднего Вудленда».

### Последний Вудленд

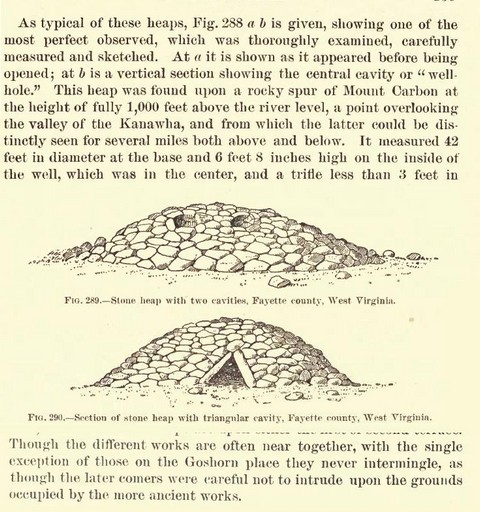
Груды камней в долине Канова возле более ранних курганов

В ранний период позднего лесного массива (350–750 гг. н. э.) выращивание кукурузы было редким. Анализ местного сталагмита, проведенный в 2010 году, показал, что коренные американцы сжигали леса, чтобы расчистить землю ещё в 100 г. до н. э. Выращивание кукурузы стало более распространенным явлением в период Среднего лесного массива (400 г. до н. э.–400 г. н. э.), когда также наблюдался расцвет Восточного сельскохозяйственного комплекса, то есть возросшее садоводство коренных семенных культур. Кукуруза пришла с юго-запада в нижнюю долину Миссисипи. Выращивание бобов предшествовало выращиванию кукурузы в верхней долине Огайо. Последующие люди позднего доисторического лесного массива подошли к решению этой проблемы с разработкой метода урожая «Три сестры» или посева сопутствующих семян. Как объяснил Драгу, окружающая среда влияла на развитие образа жизни человека. Уолтон К. Галинат исследовал выращивание кукурузы на востоке Соединённых Штатов. Эти исследования включают отклонение высоты местности (долина против хребта, равнины и плато, морозные дни), суточные изменения температуры и количество дней вегетационного периода, сравнивая разновидности кукурузы с течением времени. Ранним сортам кукурузы требовалось значительно больше дней роста, чем восьмирядной кукурузе. В Новой Англии кукуруза была хорошо известна к 1200 году н. э., а распространение Southern Dent Pathway создало другие сорта кукурузы после 1500 года н. э. «Кукуруза не вносила существенного вклада в рацион до 1150 года до н. э.», — писал Миллс (OSU 2003).
Люди, изготавливающие керамику Уотсона, жили вдоль верхней долины Огайо от регионов Канава через Северный Пэнхэндл и прилегающую область границы штата, которая также простирается до Восточного Пэнхэндла. Выращивание табака оставалось важным среди определённых племен, охотников-собирателей, садоводов-охотников-рыболовов, а позднее и фермеров-охотников-рыболовов региона. Семена табака были чрезвычайно мелкими и редко встречались в результатах скрининга. О табаке свидетельствовали многочисленные остатки трубок и чаш, найденные в определённых местах, а не сами семена. Появление томата в регионе считается историческим или протоисторическим. И кабачки, и тыквы появились задолго до кукурузы и бобов в штате. Злаковая кукуруза превзошла злаки Вудленда, маленький ячмень и майскую траву, а также дикую рожь из рода Elymus.
Люди Уотсона (100–800 гг. н. э.) в основном жили на равнинах выше ежегодного разлива крупных рек, около своих небольших конических курганов. Их доминирующее предпочтение в керамике было украшено техникой Z-образной веревки. Этот период знаменует собой конец больших конических курганов на севере и вдоль штата. Здесь они возникли рядом с людьми Армстронга и следовали за Бак Гарденом на их южном протяжении. Охватывающая продолжительность и регион Тип лесного участка — Уотсон 46HK34 (Вудленд/Уотсон), расположенный в округе Хэнкок. На их горизонте и в зените в штате не было семян бобов или кукурузы. Это были охотники и рыбаки, но садоводы более широкого спектра местных семенных культур, которые переходили только к дополнительному сбору диких ягод и орехов. Бобы садоводов появлялись в этом районе редко к концу этого периода. Примерно в то же время, когда возник Бак Гарден, их также обнаружили живущими в небольших компактных деревнях. Их курганы были сделаны частично из камней, и в них было похоронено больше людей, чем в более ранних курганах, предназначенных для людей.
Фаза Вуда была современницей раннего периода традиции долины Сайото пост-Хоупвеллской культуры Коул центрального Огайо. Влияние юго-востока Соединённых Штатов в поздний период Коул в округе Хайленд, Огайо, проявляется в кургане Холмса (1135 г. н. э.). Более ранний из этого периода, курган Восс (910 г. н. э.), был церемониальной площадью.
Более позднее садоводство в регионе Большого Канаваса, как и Уотсон до них, находится в лагерях, найденных выше пойменной террасы, но с линейными и рассредоточенными группами домохозяйств. Чарльз М. Никетт объясняет, что его коллеги обнаружили (46MS103 ): «Круглые структуры Ниберта являются первыми хорошо документированными структурами Адены, которые были найдены отдельно от контекстов курганов в долине Огайо». Участок Ниберта (46MS103) дал важные доказательства использования позднеархаичными, среднелесистыми (Адена) и позднелесистыми народами (CRAI). Позднелесистый компонент в округе Кабелл, 46CB42 Multi-component, был больше похож на Вудс и Ниберта, чем на Чайлдерса. Этот компонент был больше похож на людей во внутреннем Юго-Востоке, чем на тех, кто жил в долине Среднего Огайо в центральном Огайо и северном Кентукки (McBride & Smith 2009). Небольшие черепки керамики фазы Вудс можно легко спутать с керамикой Парклайн (O’Malley 1992). Этот период, по-видимому, является мирной торговой эпохой для лесных культур региона. Эпоха деревушки Форт-Эйншент и сопутствующих полей, начинающаяся с (46WD1) особняка острова Бленнерхассетт (891–973 н.э.), отличает позднюю лесную фазу Восточного сельскохозяйственного комплекса в западно-центральной части Западной Вирджинии.
Hopewell at Romney Mound в долине Тайгарт, по-видимому, является отдельным вариантом. Он произошёл во время соседнего периода Уотсон через Бак-Гарден к югу и западу от них в штате. Однако это очень позднее прибытие Hopewellian особой небольшой конической курганной «религии», по-видимому, уже ослабевает в повседневной жизни на этих участках. Этот период начинает быстрое угасание влияния элитной фазы захоронения жреческого культа, сосредоточенной в штатах Среднего Запада. Как бы они ни развивались, они присутствовали у самых ранних мононгахелан. Эта область является частью большой Монтаны.
Места обитания Монтане (500–1000 гг. н. э.) включают притоки Потомака в регионе Восточного Пэнхэндла, на который также оказали влияние культура Армстронга и люди Вирджинского леса. Их черты описываются как размытые. Поздний Вудленд Монтане был в меньшей степени подвержен влиянию торговли Хоупвелла из Огайо. Тем не менее, по словам Ромни, похожие отполированные каменные орудия были найдены среди мест обитания Монтане в долине Тигарт. Небольшие группы оставшихся людей Монтане, по-видимому, задержались намного дольше своего классического определённого периода в частях самых горных долин штата. То немногое, что известно о Монтане, получено из ранних работ Смитсоновского института. Их территория находится в пределах гораздо менее развитого штата, лесов и парков, что требует небольших немедленных полевых работ. Соседние к югу начальные межгорные (800–1200 гг. н. э.), за которыми следует полные горные (1200–1625 гг. н. э.) районы встречаются в хребте и долине в западной Вирджинии (Голубой хребет) и на юго-западе пограничной зоны Западной Вирджинии до верхней пограничной зоны Западной Северной Каролины.
Культура Вильгельма (поздний средний лес, 1–500 гг. н. э.) появилась в Северном Пэнхэндле. «Раскопки в округе Брук впервые привлекли внимание к отличительной практике людей Вильгельма по возведению небольших курганов над отдельными могилами, выложенными камнями, а затем слиянию нескольких могил в один большой курган». Они имели хопвелловское влияние. Хотя их керамика не была так хорошо сделана, она хорошо сопоставима с сосуществующей керамикой Армстронга. Фрагменты труб, по-видимому, относятся к типу платформ. Эти менее изученные сельские окрестности раннего строительства небольших каменных курганов требуют больше работы. «Моногахеланские» позже возникли рядом с атлатлем и дартом, используя территорию Вильгельма. Люди Уотсон также были в этой области. К югу от Северного Пэнхэндла фаза Вудс последовала за людьми Уотсон.
Культура Армстронг (Вудленд, 1–500 гг. н. э.) практиковала кремацию и строила небольшие курганы в центре долины Биг-Сэнди. Считается, что они являются вариантом Хоупвелла, Среднего Вудленда, на которого повлияла более ранняя культура, которая мирно смешалась с аденной смесью, или навязчивой торговой культурой, похожей на Хоупвелл, или авангардом Хоупвелла, который, вероятно, мирно поглотил некоторое количество аден в районе долины Грейт-Канава. Здесь этот период является периодом приращения путем кремации или увеличения курганов. Их глиняная керамика имеет глазурованный желто-оранжевый цвет, как описано в этой статье. Их деревни, по-видимому, разбросаны по большой площади с небольшими круглыми домами. Их ограниченный сад сравнивали с Аденой. Маленькие отщепы и угловые зазубренные наконечники часто были материалом из кремневого хребта. Иногда называемый Ванпортским кремнем, этот материал из долины реки Маскингам, упомянутой в более поздней главе «Каменная индустрия». Они постепенно превратились в людей из Бак-Гардена.
Бак Гарден (500–1200 гг. н. э.) преобладали в центральной части региона Канава-Нью-Ривер-Вэлли после верхнего Армстронга. Впервые они были идентифицированы на месте Бак Гарден-Крик в округе Николас. Люди Бак Гарден были похоронены под каменными курганами и скалами.[19] Они жили в компактных деревнях и начали выращивать бобы, включенные в метод Восточного сельскохозяйственного комплекса. Было предложено много иллюстраций жизнедеятельности в печати на протяжении десятилетий. Эти идеи варьировались от странных до вероятных. Они выращивали или собирали корнеплоды и наземные вьющиеся растения, собирали весеннюю зелень, ягоды и скат, а затем собирали моллюсков на отмелях ручьев, гикори и грецкие орехи. Использование специй и сассафраса в настоящее время является спекулятивным. С помощью своей рыболовной щуки они ловили весенний ход, а в последующие более прохладные безлистные сезоны они охотились на дичь. Как и их захоронение в каменных курганах внутри штата, их использование камней неясно: небольшие рыболовные причалы и возможное использование любопытных каменных стен для выпаса дичи. Доктор Отис К. Райс писал: «Около 1000 г. н. э. люди с холма Бак-Гарден начали заселять территорию горы Карбон».

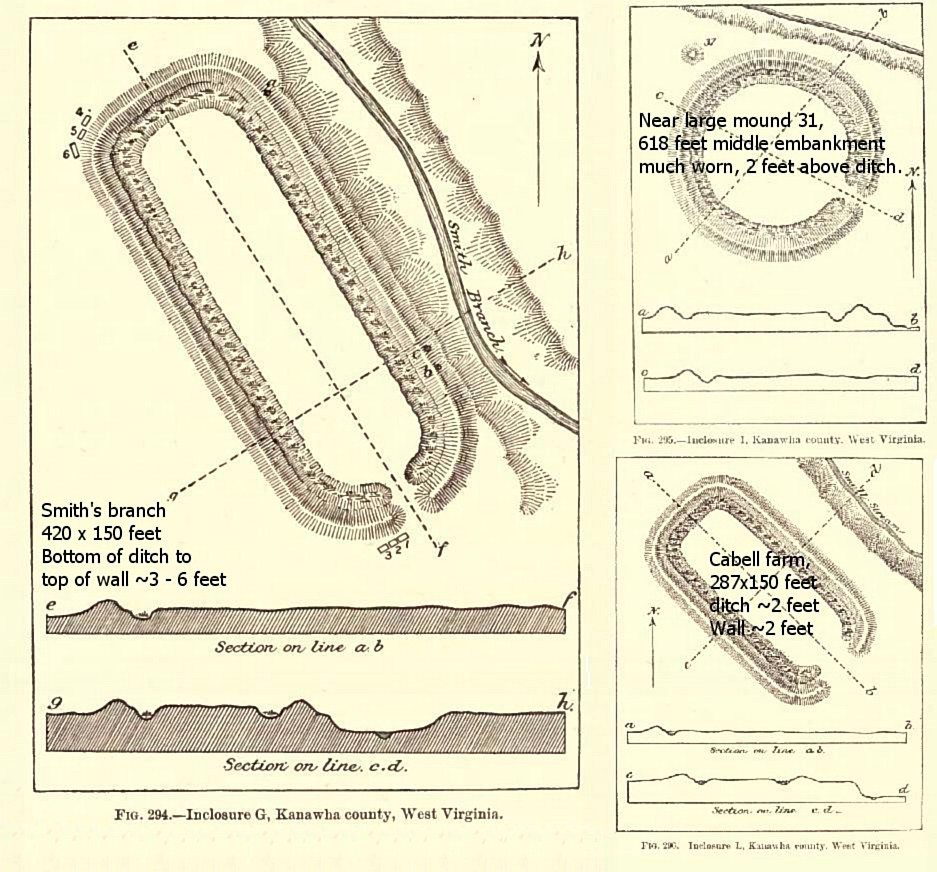
Ранние археологические поселения в долине Канава, разрушенные. В одной из прямоугольных каменных могил были обнаружены два гематитовых кельта, четыре небольших кремневых ножа и один наконечник копья. В могиле 5 было 22 кремневых ножа с сильно разложившимся скелетом. О «наконечниках стрел» не сообщалось.

Фаза Чайлдерса, заселение участка Парклайн (46PU99) с несколькими слоями, округ Патнэм, Западная Вирджиния, скорее всего, связано с популяциями, проживавшими в долине Сайото в Огайо в начале позднего Вудленда, около 400 г. н. э. (CRAI 2009). Здесь есть компактное скопление термальных объектов и ям для хранения или отходов. Дома не идентифицированы. Дома в Вудленде в целом описываются как небольшие вигвамы. На участке Уинфилд-Локс (46PU4) были предложены возможные овальные структуры. Как и в Парклайне, это отражает культурные вторжения в нижнюю часть долины Канова небольших, высокомобильных групп.
Фаза Парклайн (750–1000 гг. н. э.), интрузивный Поздний Вудленд, появление в долине Канава обнаружено на участке 46PU99 (1170–1290 гг. н. э.), многокомпонентном участке в округе Патнэм. Он представлен многочисленными термальными особенностями, включая большие, заполненные камнем печи в долине Канава, имеющие свое происхождение на северо-восточном Атлантическом побережье, датируемые 900 г. н. э. Их декоративные керамические атрибуты включают в себя закаленную керамику с загнутыми полосками обода, отпечатки кромок лопастей, обернутых шнуром, размещенные на воротниках сосудов, и выемки на кромке и/или отпечатки обернутых шнуром штифтов. Фаза Парклайн «считается, что на очень короткие периоды времени населена высокомобильными нуклеарными семейными группами». Регион фазы Парклайн простирается вверх по реке Огайо от Луисвилля, Кентукки до Пойнт-Плезанта, Западная Вирджиния, и вдоль основных притоков Огайо, как определено здесь. В Западной Вирджинии не обнаружено участков фазы Парклайн с интенсивным человеческим населением.
Антрополог Анна Хейден пишет: «Однако, где-то в Среднем Вудленде (ок. 400 г. до н. э. – 900 г. н. э.) эти крупномасштабные торговые системы, похоже, рушатся, положив конец культурной преемственности, существовавшей некоторое время (Кастер, 1994)».[71] Алгонкинские носители языка из региона Великих озёр, вероятно, начали мигрировать в регион Средней Атлантики около 100 или 200 г. н. э.[72] Их доминирующее предпочтение в керамике было украшено техникой S-twist cordage.[73] Примерно шесть народов разделили короткий период перехода в Западной Вирджинии. Самые ранние фермеры деревень Форт-Эншент и Мононгахела были одновременно с последними народами Вуда, Парклайна, Монтаны и Бак-Гардена в течение относительно короткого промежутка времени к новому образу жизни в штате, используя закаленную керамику с вариативными керамическими украшениями и лук со стрелами.